# Францбеков, Дмитрий Андреевич
Дмитрий Андреевич Францбеков (Алуфер (Алфер) Фаренсбах, ум. 1659) — русский государственный деятель немецко-балтийского происхождения, воевода яранский, вятский и якутский.

## Биография
Выходец из остзейского дворянского рода Фаренсбахов одноимённого герба, известного в Ливонии с XIV века.
Поступил на русскую службу в 1613 году, в 1627 году крестился в православие и был пожалован в московские дворяне. Воспреемником на крестинах был дьяк Иван Грязев.
В апреле 1630 года был назначен воеводой в Яранск. Весной 1633 года был послан царём Михаилом Фёдоровичем с дипломатической миссией в Швецию. К свите Францбекова принадлежало 34 человека. В 1636 году он был возвращён в Москву. С 1642 по 1643 год служил воеводой в Вятке.
В 1648 году стал воеводой в Якутске. Способствовал освоению новых земель и развитию торговли в восточной Сибири. Принимал активное участие в организации, вооружении и финансировании экспедиций Е. П. Хабарова на Амур 1649—1650 и 1650—1653 годов.
В 1652 году впал в немилость у государя — из-за многочисленных жалоб на злоупотребления и насилие над русскими купцами и местными объясаченными народами, и был лишён имущества. Вероятно, был отослан в Сибирь. В 1653 г. он фигурирует как Якутский воевода. 
Умер в 1659 году в Москве.